# TRAX
Ban nhạc Trax (cũng gọi là The TRAX) là một ban nhạc rock Hàn Quốc được thành lập mùa hè năm 2004 bởi SM Entertainment. TRAX là tên viết tắt của cụm từ Typhoon of the Rose Attack on Xmas là nghệ danh của các thành viên.

## Thành viên

### Thành viên hiện tại
Typhoon
Jay Kim (재이킴), 8 tháng 4, 1983 
X-mas
Kim Jung Mo (김정모), 26 tháng 3, 1985 

### Cựu thành viên
Rose
No Min Woo (노민우), 29 tháng 5, 1986 
Attack
Kang Jung Woo (강정우), 15 tháng 6, 1985 

## Đĩa đơn

### Tiếng Triều Tiên
Single #1 - Paradox
- Released:       20 tháng 7 năm 2004
- Label:          SM Entertainment
- Tracks:

1. Paradox
2. On the Road
3. Are You Ready?

Single #2 - Scorpio
- Released:       17 tháng 12 năm 2004
- Label:          SM Entertainment
- Tracks:

1. Scorpio
2. Tears
3. Beat Traitor
4. Knife
5. Over the Rainbow (phiên bản dương cầm)
6. Over the Rainbow (phiên bản nhạc rock)

### Tiếng Nhật
Single #1 - Scorpio
- Released:       15 tháng 12 năm 2004
- Label:          Avex Trax
- Tracks:

1. Scorpio
2. Tears (bìa đĩa X-Japan)
3. Beat Traitor
4. Knife

Single #2 - Rhapsody
- Released:       20 tháng 4 năm 2005
- Label:          Avex Trax
- Tracks:

1. Rhapsody
2. Vampire

Single #3 - Blaze Away
- Released:       14 tháng 9 năm 2005
- Label:          Avex Trax
- Tracks:

1. Blaze Away
2. End of the World
3. It's a MONSTER

Single #4 - Resolution
- Released:       23 tháng 8 năm 2006
- Label:          Avex Trax
- Tracks:

1. Resolution
2. Criminal Scream

Single #5 - Find The Way
- Released:       23 tháng 1 năm 2007
- Label:          Avex Trax
- Tracks:

1. Find the Way
2. Cold Rain

## Công việc khác
TVXQ - Volume 1 - Tri-Angle (13 tháng 10 năm 2004)
- Track 3 - Tri-Angle (feat. BoA and TRAX)

TVXQ - Volume 2 - Rising Sun (12 tháng 9 năm 2005)
- Track 10 - Free Your Mind (feat. TRAX)

## Ấn phẩm
- Story Book 1 - BLAST (1 tháng 12 năm 2004)